# 李敏智 (2015年韩国小姐)
李敏智（韓語：이민지，1991年5月10日—），大韩民国釜山廣域市人，韩国诚信女子大学，2015年韩国小姐选美大赛冠军（“真”奖得主）。她高中毕业于城南市盆唐區桂園藝術高等學校。作为韩国小姐选美大赛冠军，李敏智将代表韩国参加2016年宇宙小姐选美大赛。李敏智的专业是声乐。此外，她还爱好高尔夫和钢琴。

## 演出作品

### 電視劇
- 2017年：KBS《花開了，達順啊》飾演 徐鉉貞
- 2018年：KBS《愛到最後》飾演 張海利
- 2023年：KBS2《秘密的女人》飾演 南宥利